# 유재수
유재수(柳在洙, 1964년 ~ )은 대한민국의 전직 공무원이다.

## 학력
- 1980.03 ~ 1983.02 춘천고등학교 졸업
- 1983.03 ~ 1987.02 연세대학교 경제학과 학사 졸업
- 1987.03 ~ 1993.02 서울대학교 행정대학원 행정학 석사 졸업
- ~ 2000 미주리 주립 대학교 대학원 경제학 박사 수료

## 경력
- 1991 제35회 행정고시 합격
- 1992.04 총무처 행정사무관
- 2000.07 재정경제부 국제금융국 국제금융과
- 2001.06 재정경제부 국제금융국 금융협력과
- 대통령비서실 민정수석실 행정관
- 2006.10 재정경재부 금융정책국 은행제도과 과장
- 2008.03 금융위원회 금융정책국 산업금융과 과장
- 2009.01 금융위원회 자본시장국 자본시장과 과장
- 2009.09 금융정보분석원 기획행정실 실장
- 2010.05 세계은행 금융시장전문가
- 2013.12 ~ 2015.12 국무조정실 정부업무평가실 관리관
- 2015.12 ~ 2017.07 금융위원회 기획조정관
- 2017.08 ~ 2018.06 금융위원회 금융정책국 국장
- 2018.07 ~ 2019.11 제43대 부산광역시 경제부시장

## 저서
- 2015.01.30 다모클레스의 칼 (금융위기: 탐욕, 망각 그리고 몰락의 역사) - 삼성경제연구소
- 2013.05.27 세계를 뒤흔든 경제 대통령들 (역사를 만든 경제정책 결정자 18인의 영광과 좌절) - 삼성경제연구소

## 논란
- 청와대 특별감찰반 비위 의혹
- 유재수의 1심 집행유예 선고을 비롯해서 2020년에 5~6월 동안 정부여당 관련 인사들이 재판에서 가벼운 처벌을 받거나 구속영장이 기각되는 사례가 여러 건 있었다. 직원을 성추행한 오거돈 전 부산광역시장에 대한 구속영장은 기각되었고, 아내를 때려 숨지게 한 유승현 전 김포시의회 의장은 1심에서 징역 15년을 받았다가 2심에서 징역 7년으로 줄어들었으며, 정경심 전 동양대 교수는 구속 기간이 연장되지 않아 풀려났다. 2020년 6월 4일 풀려난 오거돈·정경심·유재수…與에 관대? 우연 일치?